# Madalena (Açores)
Pour les articles homonymes, voir Madalena.

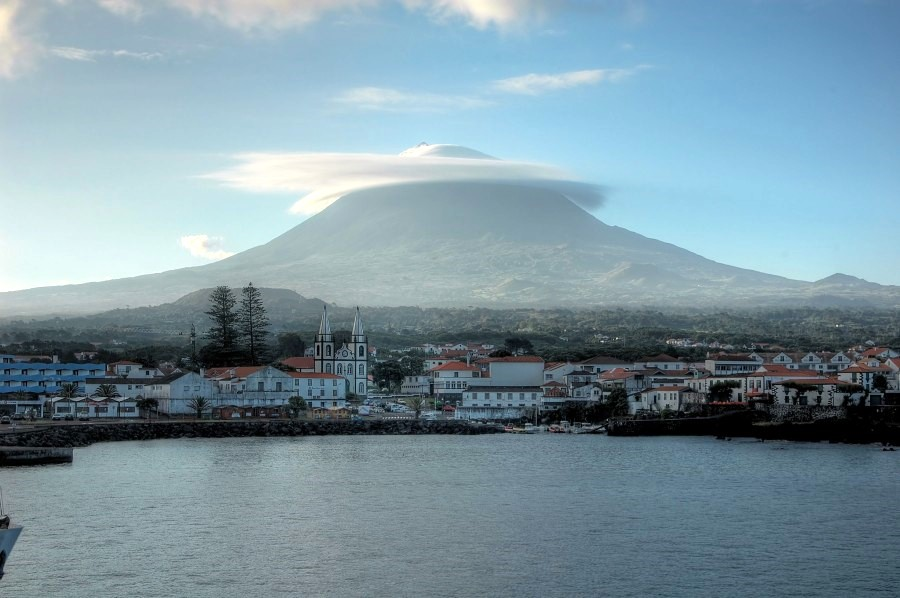
Madalena et le Pico en arrière plan.

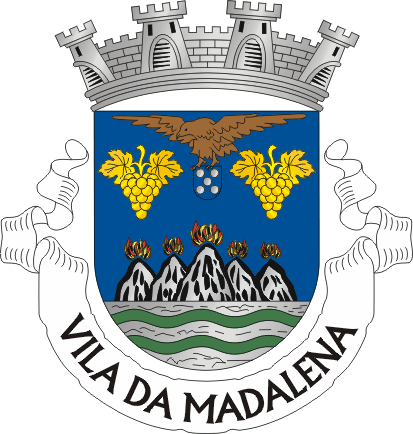
blason de la ville de Madalena

Madalena est une petite ville portugaise, située sur la côte ouest de l'île de Pico, dans l'archipel des Açores.
La commune de Madalena, d'une superficie de 149 km², couvre un tiers de l'île de Pico. Les deux autres communes de l'île, de taille équivalente, sont São Roque do Pico au nord-est et Lajes do Pico au sud-est. À l'ouest se trouve un chenal large d'environ 9 km, séparant Pico de l'île de Faial.
D'après le recensement de 2011, la population de Madalena était de 6 049 habitants.
Madalena bénéficie de liaisons maritimes régulières (plusieurs par jour) avec Horta, ville de l'île de Faial qui lui fait face et qui n'est éloignée que de 8 km.
Il existe également des liaisons maritimes régulières avec Velas, sur l'île de São Jorge.
Auparavant, Madalena dépendait de l'ancien district de Horta.
Madalena héberge la Cooperativa Vitivinícola da Ilha do Pico qui produit la majorité des vins de la région viticole de Pico.